# Helmut Roleder
Helmut Roleder (født 9. oktober 1953 i Freital, Østtyskland) er en tidligere tysk fodboldspiller (målmand).
Han spillede hele sin karriere hos VfB Stuttgart i Bundesligaen, og spillede samlet 347 ligekampe for klubben. Han hjalp klubben til det tyske mesterskab i 1984.
Roleder spillede desuden én kamp for Vesttysklands landshold, som faldt i 1984 i en venskabskamp mod Sovjetunionen. Han var en del af den tyske trup til EM i 1984 i Frankrig, hvor han sad på bænken som reserve for førstevalget Harald Schumacher

## Titler
Bundesligaen
- 1984 med VfB Stuttgart